# Lobby-ul israelian și politica externă a S.U.A.
Lobby-ul israelian și politica externă a S.U.A. (The Israel Lobby and U.S. Foreign Policy) este titlul unei cărți a autorilor John Mearsheimer (profesor de științe politice la Universitatea Chicago) și Stephen Walt (profesor de relații internaționale la Universitatea Harvard). Ediția publicată în august 2007 - după câteva revizii între 2002-2007 - a devenit un best-seller.

## Rezumat
După părerea autorilor, "lobby" este o coaliție de persoane și organizații care încearcă să influențeze - prin metode legale și constituționale - persoane politice în direcția ghidării politicii  americane într-o direcție favorabilă respectivelor organizații. 
Autorii susțin că Statele Unite și-au neglijat interesele și propria securitate ca urmare a acțiunilor de sprijin acordate altui stat, în speță Israelul. Mai exact, politica americană în Orientul Mijlociu a fost condusă de “Lobby-ul Israelian” din S.U.A. “o coaliție de persoane și organizații care lucrează activ în direcția ghidării politicii externe americane într-o direcție favorabilă Israelului, nucleul acestui lobby fiind format din evrei americani". Se menționează de asemenea că nu toți evreii și organizațiile evreiești americane fac parte din acest lobby și că uneori există puncte de vedere diferite în interiorul lobby-ului.
Lucrarea susține că nici un lobby nu a reușit într-o așa măsură să îndepărteze politica externă americană de interesul național american, în același timp reușind să convingă poporul american că interesele S.U.A. și ale Israelului sunt practic identice. Ca mod de operare, lobby-ul pro-israelian nu se deosebește de alte lobby-uri (cum ar fi cele ale industriei de oțel sau al muncitorilor textiliști); ceea ce îl individualizează însă este o extraordinară eficiență.
Alte afirmații din carte sunt:
- Sprijinul acordat Israelului determină complicarea relațiilor cu statele arabe.
- Problemele întâmpinate cu terorismul sunt datorate în parte acestei alianțe.
- Israelul nu se comportă ca un aliat fidel.
- Unul din cele mai controversate aspecte este campania de eliminare a criticilor Israelului din facultățile americane.
- Folosirea antisemitismului ca unealtă de intimidare. Oricine critică Israelul riscă să fie categorisit drept antisemit.
- Declanșarea războiului din Irak a fost influențată de acest lobby, în special de neoconservatorii din el.
- Nu este nimic anormal în faptul că există acest lobby. Totuși, existența lui sugerează că susținerea necondiționată a Israelului nu este în interesul național american, pentru că dacă ar fi, nu ar fi nevoie de lobby.
- Israelul este cel mai mare primitor de ajutor economic american, în condițiile în care nivelul său de trai este comparabil cu cel din Spania sau Coreea de Sud. Mai mult, Israelul nu trebuie să justifice modul cum cheltuie acești bani.
- Începând din 1982, Statele Unite au blocat prin veto 32 rezoluții ale Consiliului de securitate al O.N.U. care criticau Israelul.

Argumente în sprijinul Israelului:
- Existența Israelului ca stat are puternice motivații morale.
- Israelul este un stat democratic prieten înconjurat de dictaturi ostile.

Autorii concluzionează că atunci când S.U.A. intervin de partea Israelului, inamicii acestuia sunt învinși, Statele Unite fiind însă cele care “dau luptele, pierd soldați, reconstruiesc și plătesc”.

## Laude și critici aduse lucrării
Lucrarea a avut parte de foarte multe critici, păreri mixte și laude. Printre altele s-a spus că, indiferent de natura afirmațiilor din carte, relațiile speciale S.U.A.-Israel au fost un subiect tabu în media americană.

### Laude
Lucrarea a fost descrisă ca un “apel de trezire” de către Daniel Levy,[1]  fost consilier al fostului prim-ministru israelian Ehud Barak. Într-un articol din 25 martie pentru Haaretz, Levy scria, “Cazul lor este unul puternic: acela că identificarea intereselor americane cu cele israeliene pot fi explicate în principal prin impactul Lobby-ului în Washington, și prin limitarea parametrilor de dezbatere publică, mai degrabă decât prin virtutea Israelului de a fi o valoare strategic vitală sau având o obligație de acordare de sprijin moral”.
(Acest paragraf necesita extindere)

### Critici
(Acest paragraf necesita extindere)